# Adonisea inclara
Adonisea inclara är en fjärilsart som beskrevs av John Kern Strecker 1876. Adonisea inclara ingår i släktet Adonisea och familjen nattflyn. Inga underarter finns listade i Catalogue of Life.